# Королёв, Михаил Леонтьевич
Михаил Леонтьевич Королёв (1807—1876) — московский купец 1-й гильдии, коммерции советник (1862), Московский городской голова в 1861—1863 годах, потомственный почётный гражданин (1859).

## Биография
Родился в 1807 году. Его отец — Леонтий Кириллович (1793—1850), представитель московского мещанско-купеческого рода Королёвых, имел кожевенные мастерские и торговал кожевенным товаром. В семье  Леонтия Королёва родилось шесть сыновей и две дочери.
В |1840-х годах]в Москве был создан торговый дом «Братья Королевы», совладельцами которого стали как отец — Леонтий Кириллович, так и его два сына — Михаил и Иван. После смерти отца Михаил развивал дело, наращивая производство, и вскоре возглавил кожевенно-обувную фирму «Королев М. Л. и Братья». Был представлен в Московской купеческой управе. Кроме своей промышленно-торговой, он занимался и благотворительной деятельностью — был попечителем Андреевской богадельни — одного из самых больших такого рода заведений в Москве. Также Михаил Леонтьевич избирался от купечества попечителем московских Мещанских училищ (1859–1961), был первоприсутствующим Сиротского суда (1855–1858). Занимаясь общественной деятельностью, состоял членом Московского городского статистического комитета (с 1863 года) и членом Московского коммерческого суда. Победив на выборах Московского головы фабриканта Г. И. Хлудова, в период с 1 января 1861 по 10 апреля 1863 года был Московским градоначальником.

Посещение императорской четой дома купца Королёва

М. Л. Королёв стал первым московским купцом, дом которого (на Лужнецкой улице, 29) 4 декабря 1862 года посетил император Александр II и его жена Мария Александровна.
Был награждён орденами и медалями Российской империи. Стал Почётным гражданином Москвы.
Жена — Татьяна Андреевна (1809—?)
Дети: 
- Наталья Михайловна Андреева (1826—1910), после смерти отца унаследовала  его дело
- Анна (1835—?),
- Александра (1839—?).

Умер в Москве 17 (29) января 1876 года и был похоронен на Даниловском кладбище; могила утрачена.